# Eugeniusz Lewacki
Eugeniusz Stanisław Lewacki (ur. 24 stycznia 1926 w Krakowie. zm. 23 marca 2025) – polski hokeista i trener, dwukrotny olimpijczyk.

## Życiorys
Był drugim dzieckiem Adama i Karoliny z domu Ptak. W związku z zawodem ojca (był malarzem) rodzina przenosiła się z miasta do miasta, aż w końcu osiadła w Krynicy. Tam młody Eugeniusz zaraził się hokejem, oglądając m.in. rozgrywane w mieście zawody mistrzostw świata w hokeju na lodzie w 1931. W młodości dał się poznać ze wszechstronnych talentów, bowiem jeździł na nartach (zjazd i skoki), grał w piłkę nożną, siatkową i w hokeja – w drużynie KTH Krynica.
W okresie II wojny światowej pracował w miejscowej piekarni, po wojnie ponownie zajął się hokejem, współtworząc atak KTH i reprezentacji wraz ze Stefanem Csorichem i Marianem Jeżakiem. W karierze wystąpił w turniejach zimowych igrzysk olimpijskich w St. Moritz 1948 i Oslo 1952 oraz na mistrzostwach świata w RFN w 1955. W 1956 zdobył brązowy medal akademickich mistrzostw świata. W KTH występował w latach 1947-1953 i 1956-1957, zdobywając z drużyną złoty medalmistrzostw Polski w 1950 i trzykrotnie srebrny w latach 1949, 1951, 1953. Grał również w Gwardii Bydgoszcz w latach 1954–1955, z którą zdobył dwukrotnie wicemistrzostwo Polski (1954 i 1955). W swojej karierze reprezentacyjnej zdobył 26 bramek w 47 spotkaniach. Koledzy z drużyny oraz dziennikarze określali go mianem „króla dobitek”.
Po zakończeniu kariery zawodniczej był trenerem, a także taksówkarzem w Krynicy, jeżdżąc z numerem bocznym 1.
Był żonaty z Genowefą z domu Baran, z którą miał dwójkę dzieci: Marka (ur. 1950) i Urszulę (ur. 1952).
W 2004 został odznaczony Krzyżem Kawalerskim Orderu Odrodzenia Polski.